# Australian Kitcar
Australian Kit Car, kortweg AKC, is een klein, lokaal Australisch merk van hot rods, ook wel street rods genoemd. Op dit moment zijn er van deze producent circa elf modellen.
- Naam van het bedrijf: Australian Kit Car
- Locatie: Campbelltown Road, Ingleburn, Glenfield, New South Wales, Australië
- Benelux: neen
- Suriname: neen